# Catedral de Wawel
La catedral de Wawel, también catedral de San Wenceslao y San Estanislao o catedral de Cracovia (en polaco: Bazylika archikatedralna św. Stanisława i św. Wacława w Krakowie), cuyo nombre completo es catedral Basílica de San Estanislao y San Wenceslao, es el santuario nacional de Polonia, en la ciudad de Cracovia. Tiene una historia de 1000 años y era el lugar de coronación tradicional de los monarcas polacos. Es la sede de la arquidiócesis de Cracovia. Construida entre 1320 y 1364, es una iglesia gótica de tres naves con transepto, ábside y deambulatorio. Posteriormente se le añadieron 18 capillas funerarias laterales de estilo renacentista, entre las que destaca la de Segismundo I, considerada la obra cumbre del arte renacentista en Polonia.
La catedral se encuentra sobre el cerro de Wawel que protege también el castillo real. Durante siglos, Wawel fue el centro del poder eclesiástico y monárquico de Polonia.
La primera catedral, cuyos vestigios son relativamente poco numerosos, fue construida tras la institución del obispado de Cracovia en el año 1000. Destruida aproximadamente 150 años más tarde, fue reedificada en la primera mitad del siglo XII. La catedral fue incendiada en el 1305. El rey Vladislao I el Breve decidió reconstruirla en estilo gótico. Fue el primer monarca coronado y enterrado en esta catedral.
Los reyes y obispos de Polonia fueron modificando esta catedral, sus capillas y su decoración a lo largo de la historia conforme a los estilos y gustos de la época.
Hoy, la catedral es uno de los monumentos históricos polacos más importantes. Está inscrita (junto con todo el centro histórico de Cracovia) en la lista del patrimonio de la Humanidad de la Unesco.

## Capilla de Segismundo

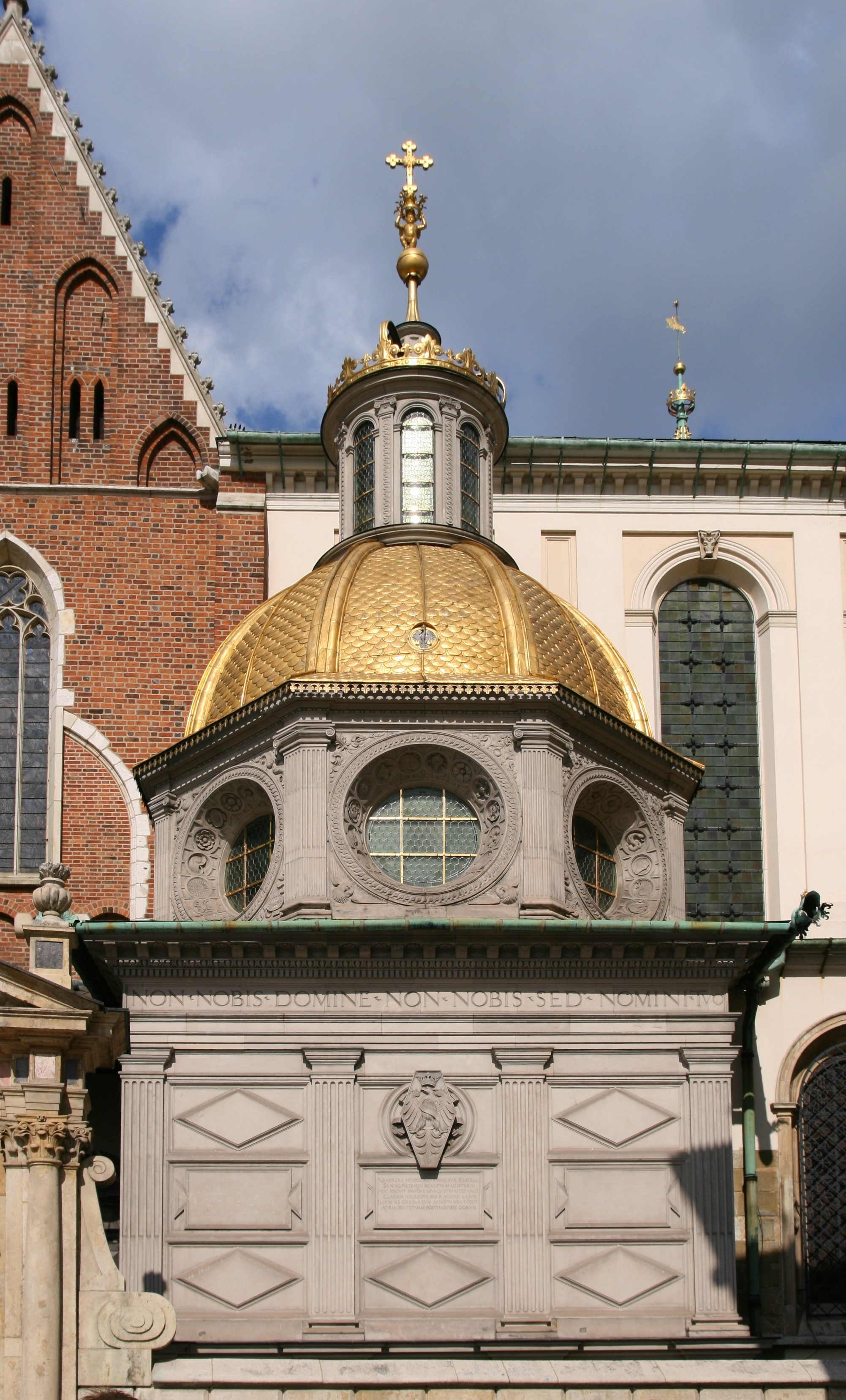
Exterior de la capilla de Segismundo

La Capilla de Segismundo (Kaplica Zygmuntowska en polaco) es una de las piezas más notables de la arquitectura de Cracovia. 
Construido como una tumba capilla del último Jagellón, muchos historiadores de arte lo han definido como el ejemplo más bello al norte de los Alpes del renacimiento toscano. Financiada por el rey Segismundo I el Viejo, la capilla fue construida entre 1519 y 1533 por Bartolomeo Berrecci. La capilla, con base cuadrada con una cúpula dorada, aloja las tumbas del rey fundador Segismundo, así como la del rey Segismundo II Augusto Jagellón y Ana Jagellón de Polonia. El diseño de las esculturas internas, estucos y pinturas fue hecho por algunos de los artistas más célebres de la época, incluyendo el arquitecto mismo, Georg Pencz, Santi Gucci y Hermann Vischer.
De la capilla de Segismundo el Viejo, trazada por Berrecci, se ha dicho que sería "el ejemplo más puro de arquitectura renacentista fuera de Italia".
Hasta el siglo XVIII fue el lugar de coronación de los reyes de Polonia, así como panteón real.

## Soberanos enterrados en la catedral
Duques de Polonia
- Casimiro I el Restaurador (1034-1058), y su esposa Dobronega María de Kiev (†1087). Su tumba no se conserva; también pudo haber sido enterrado en Poznań.

Grandes Duques de Polonia
- Boleslao IV el Rizado (1146-1173), su tumba no se conserva.
- Casimiro II el Justo (1177-1194), su tumba no se conserva.
- Leszek I el Blanco (+1127), su tumba no se conserva.
- Miecislao IV el Piernas Torcidas (1210-1211), su tumba no se conserva.

Reyes de Polonia
- Vladislao I el Breve, rey de Polonia (Vladislao IV, como Gran Duque) (Vladislao Lokietek) (1306-1333).
- Casimiro III el Grande (1333-1370).

Reyes de Polonia y Grandes Duques de Lituania
- Vladislao II Jagellón (1350-1434), fundador de la dinastía Jagellón, y su esposa Eduviges (Hedwig o Jadwiga), o Santa Eduvigis (1374-1399); también su cuarta esposa Sofía de Halshany (1405?-1461).
- Vladislao III Jagellón (1434-1444). Cenotafio: la tumba está vacía, ya que el cuerpo del rey, fallecido en la batalla de Varna, nunca fue encontrado.
- Casimiro IV Jagellón (1447-1492) y su esposa Isabel de Austria (m. 1505), hija de Alberto II de Habsburgo, emperador del Sacro Imperio.
- Juan I Alberto (1492-1501); su corazón está en la catedral de Toruń.
- Segismundo I Jagellón el Viejo (1506-1548) y su esposa Bárbara de Zápolya (m. 1515).
- Segismundo II Augusto Jagellón (1548-1572); su corazón está en Knyszyn.
- Esteban I Báthory, rey electivo de Polonia (1575-1586) y su esposa Ana Jagellón (m. 1596) hija de Segismundo I.
- Segismundo III Vasa (1587-1632) y sus esposas Ana de Austria (m. 1589) y Constanza de Habsburgo (m. 1631).
- Vladislao IV Vasa (1632-1648) y sus esposas Cecilia Renata de Austria (m. 1644) y María Luisa de Gonzaga (m. 1667).
- Juan II Casimiro Vasa (1648-1668); su corazón está en Saint-Germain-des-Prés, París.
- Miguel Korybut Wisniowiecki, rey electivo de Polonia (1669-1673); las entrañas en Lwów y el corazón en Varsovia.
- Juan III Sobieski, rey electivo de Polonia (1674-1696) y su esposa María Casimira Luisa de la Grange d'Arquien (m. 1716); el corazón del rey está en los Capuchinos de Varsovia.
- Estanislao I Leszczynski (1677-1766) y su esposa Catalina Opalinska (m. 1747); enterrado en Nancy, sus restos fueron trasladados a Wawel.
- Augusto II el Fuerte (m. 1733); sus vísceras están en los Capuchinos de Varsovia y su corazón, que estaba en Dresde, se perdió en la Segunda Guerra Mundial.

Presidentes de Polonia
- Jozef Pilsudski (1867-1935) primer jefe de Estado de la Segunda República Polaca
- Lech Kaczyński (1949-2010) y su esposa Maria Kaczyńska (1949-2010), ambos fallecido en el accidente del Tu-154 de la Fuerza Aérea de Polonia, el 10 de abril de 2010.

### La tumba de Casimiro
La tumba real de Casimiro III de Polonia de la capilla de la Santa Cruz, acabada en 1492, es uno de los últimos trabajos de Veit Stoss en Polonia.

## Otras imágenes

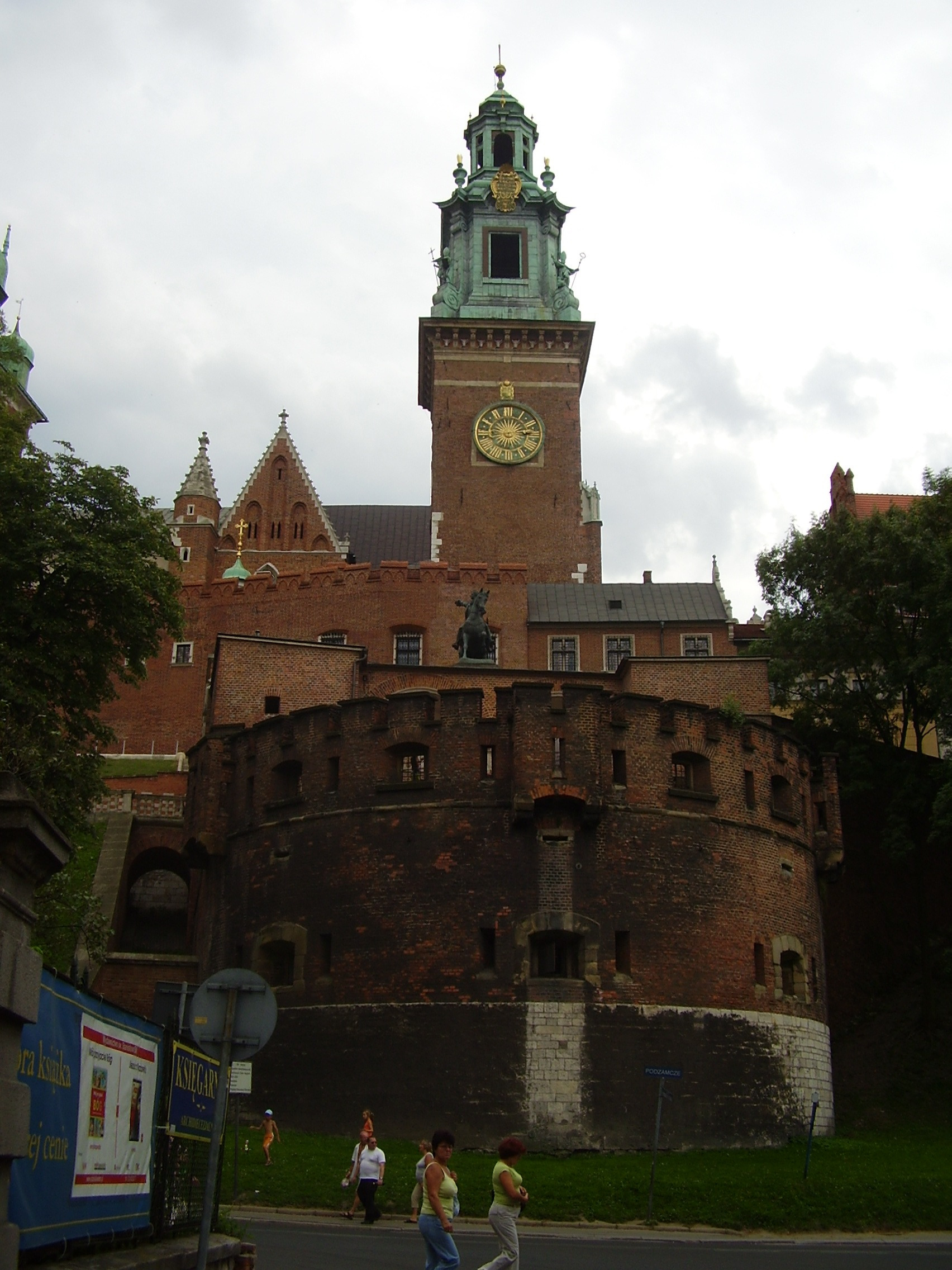
Wawel
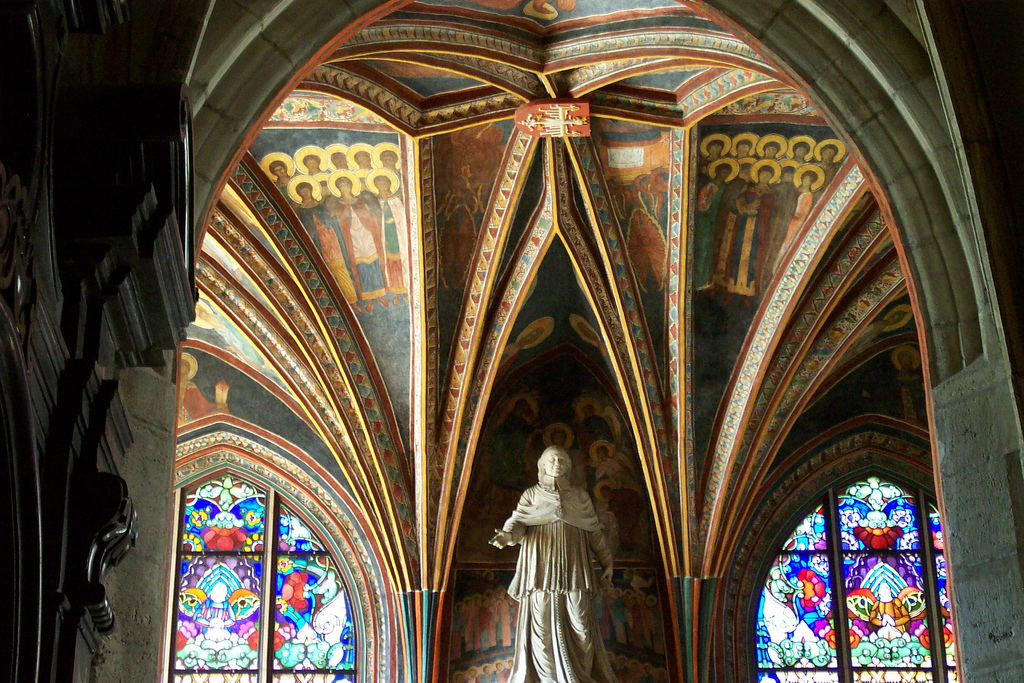
La Capilla de Santa Cruz
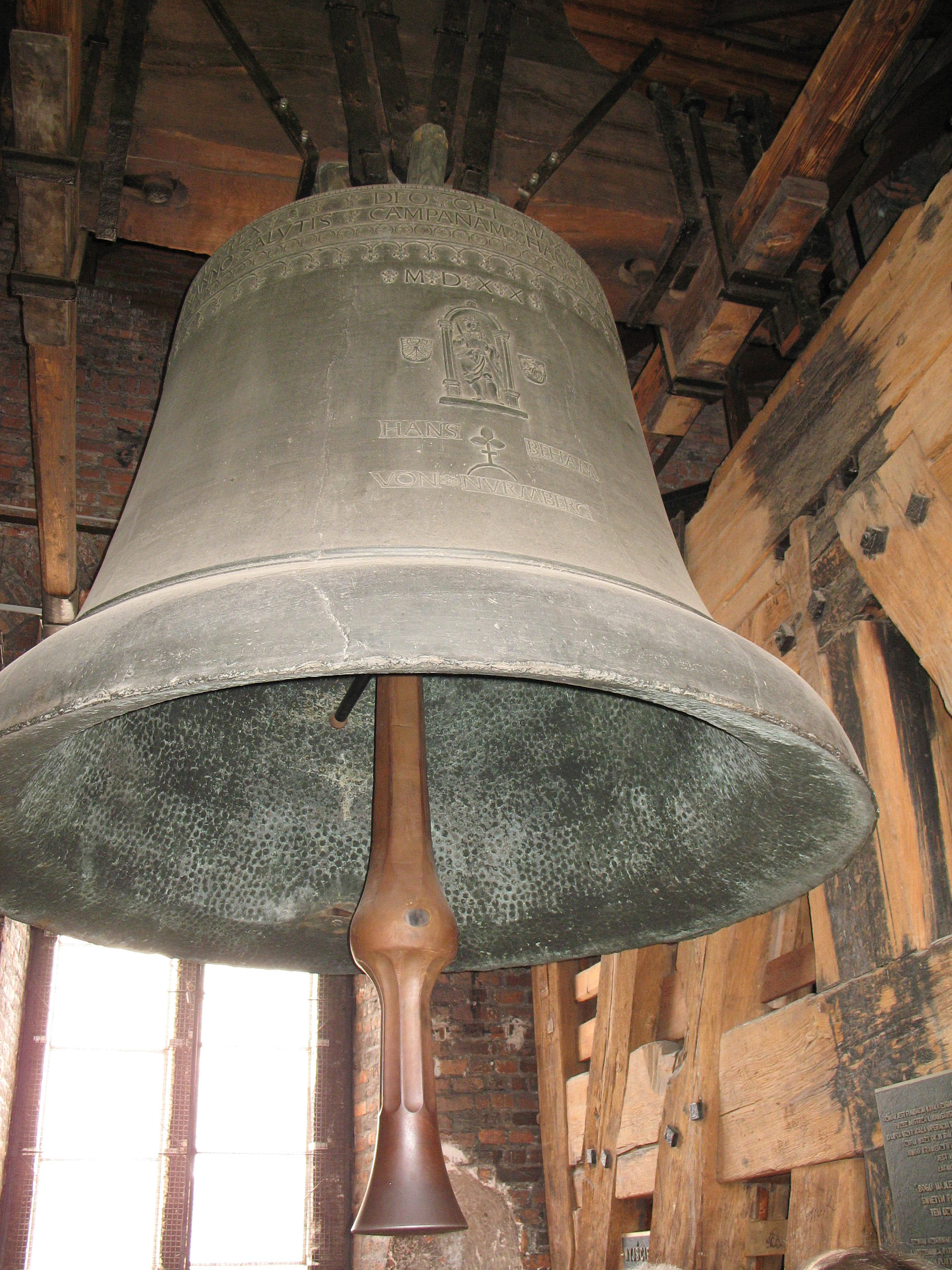
Campana